# Hubertus Brandenburg
Hubertus Brandenburg (17 de noviembre de 1923 - 4 de noviembre de 2009) fue el obispo católico emérito de Estocolmo.

## Biografía
Brandeburg nació en Osnabrück, Alemania. Fue ordenado sacerdote en Osnabrück el 20 de diciembre de 1952. El 12 de diciembre de 1974, fue nombrado por el Papa Pablo VI como obispo auxiliar de Osnabrück. El 21 de noviembre de 1977, fue nombrado obispo de Estocolmo. Dimitió en 1998, y fue sucedido por el obispo Anders Arborelius. 
Fue miembro de K.D.St.V. Sauerlandia Münster, una fraternidad católica estudiante que pertenece a la Cartellverband der Deutschen Katholischen Studentenverbindungen.